# Jenny Joseph
Jenny Joseph, née le 7 mai 1932 à Birmingham au Royaume-Uni et morte le 8 janvier 2018,, est une journaliste, écrivain, poétesse et universitaire britannique, élue, en 1999, Fellow de la Royal Society of Literature (le pendant britannique de l'Académie française).

## Biographie
Jenny Joseph étudie la littérature anglaise au St Hilda's College à Oxford. Ses premiers poèmes sont publiés alors qu'elle est encore étudiante, dans les années 1950. Après ses études, elle devient journaliste, travaillant pour le Bedfordshire Times, l´Oxford Mail et le Drum (un magazine sud-africain).
Elle écrit l'un de ses poèmes les plus connus, Warning, en 1961. Il est repris en 1974 dans son recueil Rose In the Afternoon et dans The Oxford Book of Twentieth Century English Verse. Warning est plébiscité comme étant le « most popular post-war poem » (le poème britannique le plus populaire d'après-guerre), en 1996, lors d'un sondage lancé par la BBC. Son premier recueil de poèmes, The Unlooked-for Season remporte, en 1960, un Gregory Award, puis un Cholmondeley Award vient couronner son Rose in the Afternoon en 1974.

## Honneurs et récompenses
- 1960 Gregory Award  pour Unlooked-for Season,
- 1974  Cholmondeley Award pour Rose in the Afternoon,
- 1986 James Tait Black Memorial Prize pour Persepone,
- 1995 bourse de voyage offerte par la Society of Authors,
- 1999 élue Fellow de la Royal Society of Literature[6].

## Œuvres
- Unlooked-for Season (1960),
- Rose in the Afternoon (1974),
- The Thinking Heart (1978),
- Beyond Descartes (1983),
- Persepone (1986),
- Beached Boats (1992),
- The Inland Sea (1992),
- Selected Poems (1992),
- Ghosts and Other Company (1996),
- Extended Similes (1997),
- Led by the Nose (2002),
- Extreme of Things (2006),
- Nothing Like Love (2009),